# Stilbula arenae
Stilbula arenae är en stekelart som beskrevs av Girault 1934. Stilbula arenae ingår i släktet Stilbula och familjen Eucharitidae. Inga underarter finns listade i Catalogue of Life.